# Niksar (district)
Niksar is een Turks district in de provincie Tokat en telt 64.941 inwoners (2007). Het district heeft een oppervlakte van 918,3 km². Hoofdplaats is Niksar.
De bevolkingsontwikkeling van het district is weergegeven in onderstaande tabel.
| 1997   | 2000   | 2007   |
| ------ | ------ | ------ |
| 71.450 | 90.672 | 64.941 |